# História do pluralismo religioso

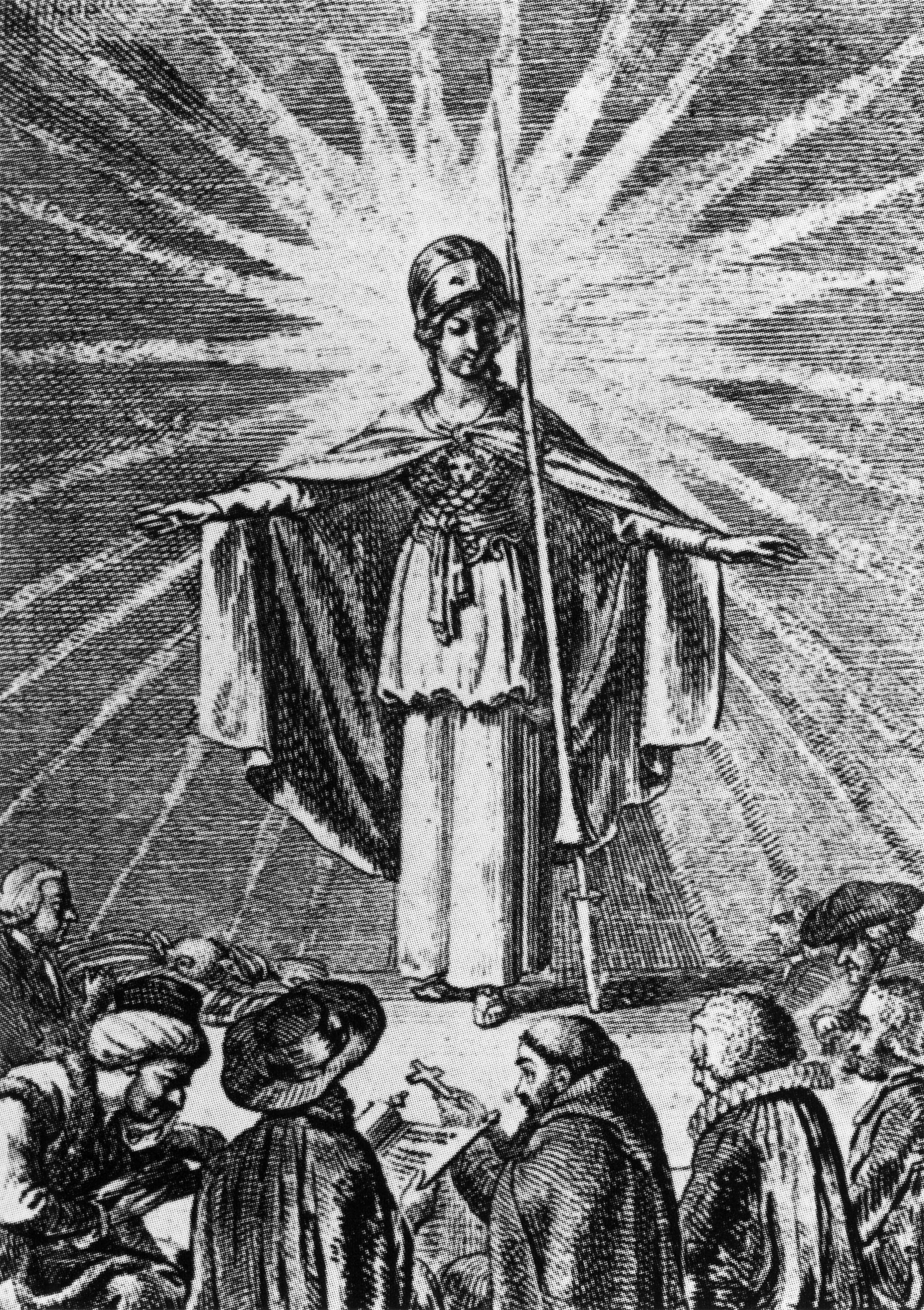
Minerva como um símbolo de sabedoria iluminada protege os crentes de todas as religiões (Daniel Chodowiecki, 1791)

A história do pluralismo religioso é fruto de um longo processo de que vai desde a antiguidade até as tendências contemporâneas da pós-modernidade.

## Ásia

### Índia
A Índia tem sido um lugar de férteis empreendimentos religiosos desde a última parte do período védico. O jainismo e o budismo, que faziam parte do movimento sramana, foram, desde o início, religiões motivadas pela compaixão por todas as criaturas, bem como pelos crentes na racionalidade e razoabilidade inerentes da religião verdadeira. Assim, eles buscaram e defenderam um debate racional a respeito de questões de verdade. A Índia é, de fato, até onde podemos dizer, o lar da primeira declaração escrita de pluralismo religioso, tolerância e diálogo inter-religioso. O Édito de Açoca é um exemplo de  estimulo à tolerância religiosa.
A tolerância religiosa foi estimulada em vários graus durante o curso de vários assentamentos muçulmanos (Sultanato de Delhi 1276-1526 DC e o Império Mughal 1526–1857 DC). No século VIII, o zoroastrismo foi estabelecido na Índia quando os zoroastristas fugiram da Pérsia para a Índia em grande número, onde receberam refúgio. A fase colonial inaugurada pelos britânicos durou até 1947 e promoveu conversões ao cristianismo entre os hindus de casta inferior. Em 1948, cerca de 20.000 Judeus Bene Judeus e Judeus de Cochin (comunidade judaica mais antiga da Índia) que viviam na Índia, embora a maioria deles tenha emigrado para Israel desde então.
Embora no Japão o budismo e o xintoísmo tenham mais ou menos coexistido por séculos, a chegada do cristianismo por meio de Francisco Xavier levou a uma perseguição generalizada aos cristãos e a eventual exclusão do cristianismo por centenas de anos até a era Meiji, religião a qual os governantes do Japão viram como uma ameaça. Cristãos e budistas também foram perseguidos durante o governo xintoísta do Estado.

### Império Mongol
Os mongóis eram muito tolerantes com a maioria das religiões durante o início do Império Mongol e normalmente patrocinavam várias ao mesmo tempo. Para evitar conflitos, Genghis Khan criou uma instituição que garantia total liberdade religiosa, embora ele próprio fosse um xamanista. Sob sua administração, todos os líderes religiosos estavam isentos de impostos e do serviço público. Os imperadores mongóis eram conhecidos por organizar competições de debates religiosos entre clérigos, que atraíam grandes públicos.

## Mundo islâmico

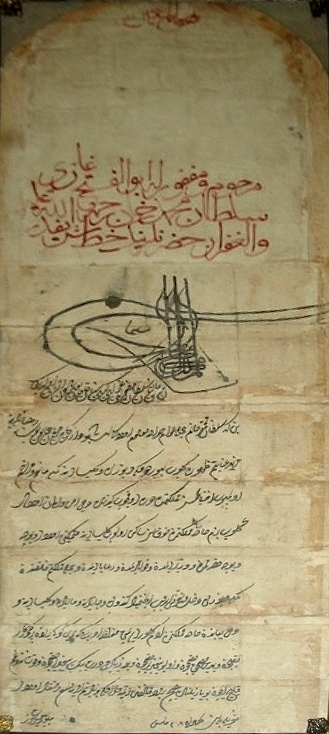
O Tratado de Maomé II referente aos monges católicos da recém-conquistada Bósnia, emitido em 1463, concedendo-lhes total liberdade religiosa e proteção.

O pluralismo religioso existia na lei islâmica medieval e na etnicidade islâmica, já que as leis religiosas e os tribunais de outras religiões, incluindo o cristianismo, o judaísmo e o hinduísmo, eram geralmente acomodados dentro da estrutura legal islâmica, conforme exemplificado no Califado, Al-Andalus, Império Otomano e subcontinente indiano.
Nas sociedades islâmicas medievais, os Cádis (juízes islâmicos) geralmente não podiam interferir nos assuntos de não-muçulmanos, a menos que as partes voluntariamente escolhessem ser julgadas de acordo com a lei islâmica, portanto, as comunidades dhimmi que vivem em estados islâmicos geralmente tinham suas próprias leis independentes da lei Sharia, como os judeus que teriam seus próprios tribunais Halakha. Os impérios islâmicos permitiram que os não-crentes tivessem suas próprias leis e tribunais em troca de tributação (Jízia).
Os dhimmis tinham permissão para operar seus próprios tribunais conforme seus próprios sistemas jurídicos em casos que não envolvessem outros grupos religiosos, ou crimes capitais ou ameaças à ordem pública. Os não-muçulmanos podiam se envolver em práticas religiosas geralmente proibidas pela lei islâmica, como o consumo de álcool e carne de porco, bem como práticas religiosas que os muçulmanos consideravam repugnantes, como a prática zoroastriana de "casamento próprio" incestuoso, onde um homem pode se casar com sua mãe, irmã ou filha. De acordo com o famoso jurista islâmico Ibn Qayyim (1292-1350), os não-muçulmanos têm o direito de se envolver em tais práticas religiosas, mesmo que ofendam os muçulmanos, desde que tais casos não sejam apresentados aos tribunais islâmicos da Sharia e que estes sejam religiosos. As minorias acreditam que a prática em questão é permitida de acordo com sua religião.

## Europa

### Antiguidade
O império romano politeísta via a religião romana tradicional como um dos fundamentos da república e as virtudes romanas como um elo importante em seu império multiétnico. Por serem politeístas, os romanos não se importavam se as nações conquistadas continuassem a adorar seus deuses tradicionais, desde que também apresentassem ofertas simbólicas aos deuses romanos. Em muitos casos, esse compromisso foi facilmente alcançado identificando-se os deuses tradicionais com deuses romanos semelhantes. Deixar de oferecer esse culto simbólico foi visto como desleal a Roma e um ato de rebelião política contra o imperador.
Porém, havia um problema com pessoas cuja religião excluía a veneração de outros deuses, sobretudo judeus e os cristãos. Os romanos tendiam a ver isso como rebelião e, portanto, resultou em muitos conflitos decorrentes de ofensas muitas vezes não intencionais, como colocar uma estátua de um imperador em um lugar de destaque em Jerusalém, o que resultou em uma revolta pública. Da mesma forma, difícil de entender para a mentalidade romana era a atitude dos cristãos que preferiam a tortura ou a morte em vez de oferecer incenso ao imperador romano. Do ponto de vista romano, a recusa em venerar o imperador romano era uma traição política.
O édito de Milão que decretou a tolerância da Cristandade foi seguido por um tempo de existência paralela do Cristianismo e do paganismo que estava, embora longe de um pluralismo religioso real - a religião do imperador estava sempre em vantagem, e o Ariano, trinitário e os imperadores pagãos no século IV consideraram perfeitamente legítimo tomar medidas contra os líderes religiosos que não compartilhavam de sua crença. No século V, o Império Romano Ocidental desmoronou, mas os mesmos padrões de comportamento continuaram no Império Romano Oriental junto com os reinos gaulês, céltico e germânico que substituíram o oeste.

### Período Medieval
Após o colapso do Império Romano no oeste, na Europa Ocidental a população era uma mistura enorme e diversificada de povos latinos, povos germânicos que foram absorvidos pelo Império e suas legiões ao longo de centenas de anos e germânicos recém-chegados que estavam migrando para a Europa Ocidental. Em cada uma dessas categorias vagamente definidas estavam alguns cristãos, alguns pagãos e alguns que subscreviam alguns elementos de ambos. Na tradição alemã, o chefe da tribo também era um líder religioso, então a conversão dos líderes (mesmo que por razões políticas) foi seguida em muitos casos pela cristianização da tribo - com o chefe da tribo sendo agora o chefe de fato da igreja cristã. Havia casos muito frequentes de religiões pagãs e cristãs paralelas, mas a tolerância com a velha ou nova religião dependia da preferência pessoal do senhor local.
A tradição do chefe da tribo como chefe da igreja foi continuada pelos reis em que esses chefes eventualmente evoluíram, com o rei e / ou imperador detendo em virtude do cargo o direito de investidura dos bispos e também de decisão em questões religiosas - Carlos Magno, por exemplo, censurou o Papa por não usar o filioque no Credo Niceno. A religião do governante era a religião oficial do povo e, novamente, qualquer tolerância para com os estrangeiros ou remanescentes de pagãos dependia do governante regente. A unidade da religião era geralmente vista como um pré-requisito para qualquer estado temporal  - uma religião divergente era, em consequência, considerada não apenas como um problema religioso, mas também uma ação contra o estado e governante punível pela lei criminal.
Na alta Idade Média, os poderes temporais (dos princípes) entraram em confronto com o poder do papa (poder espiritual) na questão de decidir sobre questões religiosas - embora os detalhes variassem por país, o resultado geral foi que a Igreja Católica Romana foi capaz de, por um curto período, exercer controle sobre as práticas religiosas dos países, mesmo contra a vontade do governante.

### Reforma Protestante

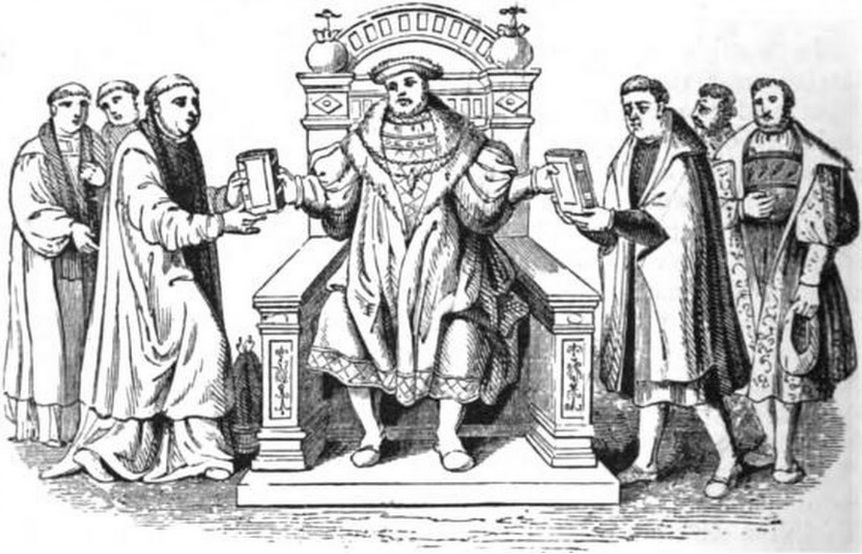
Confutatio Augustana (católica, à esquerda) e Confessio Augustana (luterana, à direita) sendo apresentadas na Dieta de Augsburgo. Esta imagem é um tanto a-histórica porque uma cópia escrita da Confutatio nunca foi fornecida pelos católicos; em vez disso, tiveram que se afastar dos taquígrafos que haviam trazido, para o caso de os católicos não lhes darem uma cópia.

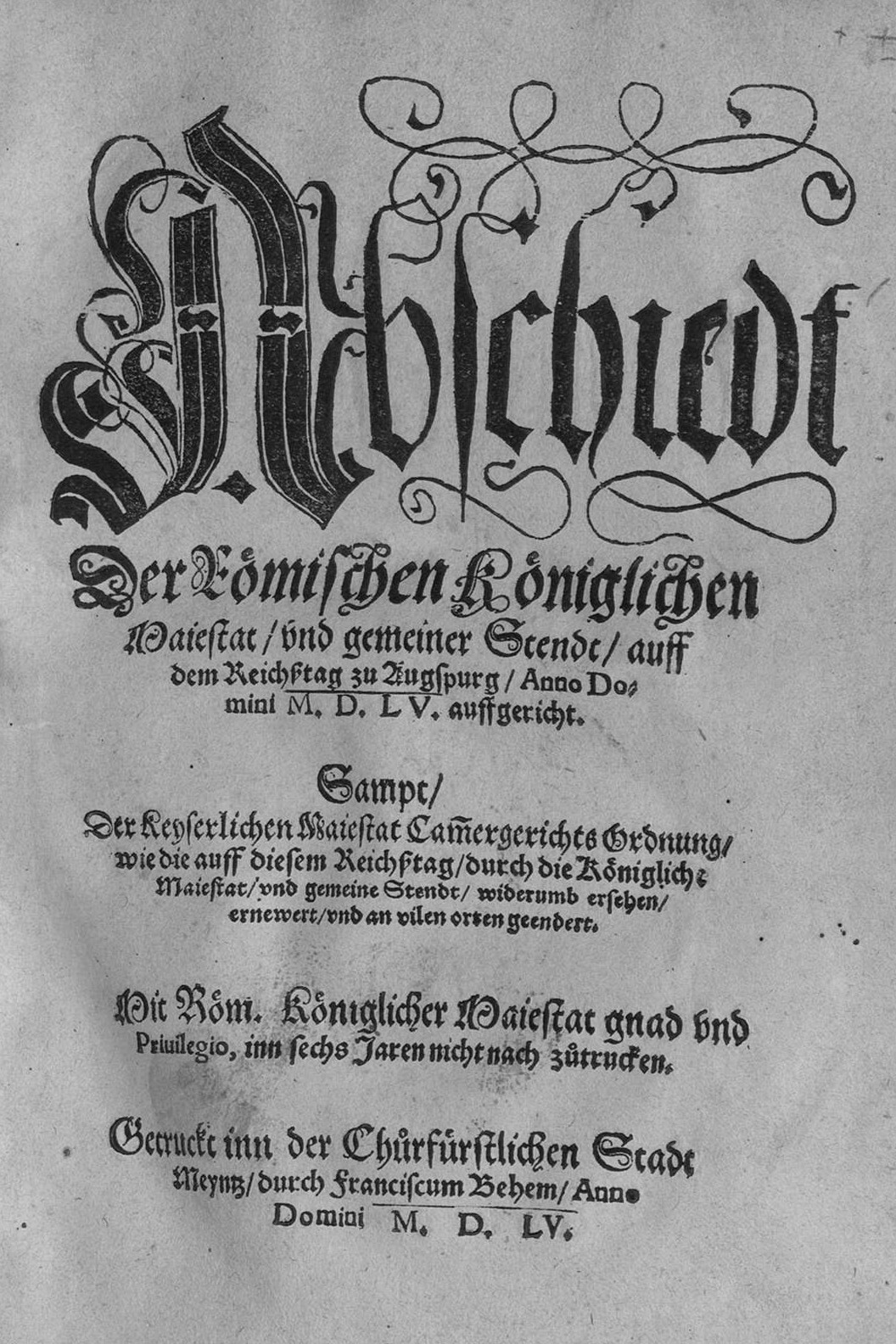
Primeira página da Paz de Augsburgo de 1555, que reconheceu duas igrejas diferentes no Sacro Império Romano.

A reforma resultou no enfraquecimento do poder do Papa, que foi incapaz de controlar a difusão de informações como as 95 Teses de Lutero. Ainda que Jan Hus tenha sido queimado na fogueira em 1415, os inimigos de Lutero não puderam fazer o mesmo com ele um século depois, devido à proteção do governante local da Saxônia. A divisão entre luteranos e católicos tornou-se pública e clara com o Édito de Worms de 1521: os éditos da Dieta condenaram Lutero e proibiram oficialmente os cidadãos do Sacro Império Romano de defender ou propagar suas ideias. A aceitação dos luteranos foi concedida pela primeira vez na Confissão de Augsburgo de 1530 e mais tarde na Paz de Augsburgo em 1555. Embora outras igrejas cristãs não tenham sido aceitas, algumas delas encontraram reconhecimento legal quando Phillip Melancthon concordou em publicar uma versão alterada da Confissão de Augsburgo.
Lutero intermediou o tratado de 1525 entre Alberto, duque da Prússia e Sigismundo I, o Velho, que facilitou a expulsão dos cavaleiros teutônicos e a secularização do Ducado da Prússia. O novo estado era oficialmente luterano, todavia, na prática era pluralista. Seguindo o princípio legal de cuius regio, eius religio, os estados do Sacro Império Romano, após a Paz de Augsburgo de 1555 eram oficialmente a religião do governante. Como resultado, a emigração às vezes era necessária para evitar a aplicação. Vários refugiados religiosos, como os huguenotes, alguns anglicanos, quakers, anabatistas ou mesmo jesuítas ou capuchinhos conseguiram encontrar refúgio em Istambul e no Império Otomano, onde receberam o direito de residência e de culto. Além disso, os otomanos apoiaram os calvinistas na Transilvânia e na Hungria, mas também na França.
Na Transilvânia, foi declarada em 1568 em Turda a observância da tolerância religiosa para todas as religiões e que se buscasse o pluralismo religioso. O papel da autoridade era supervisionar a coexistência religiosa pacífica entre católicos, calvinistas, luteranos, antitrinitários, ortodoxos, sabatários, judeus e muçulmanos. A situação da Transilvânia permaneceu por muito tempo um modelo isolado e temeroso de "liberdade diabólica" (Beze, Basel, 1569), mas era bem conhecida e apreciada entre os religiosos antitrinitários perseguidos na Holanda e na Inglaterra.
A Guerra dos Trinta Anos começou quando o protestante Frederico V, Eleitor Palatino, aceitou o trono da Boêmia e das propriedades da Boêmia. Tal fato deu início à Guerra dos Trinta Anos, um dos conflitos mais destrutivos da história da humanidade. Foi tanto uma guerra religiosa (com os protestantes esperando preservar as liberdades da Carta de Majestade) e uma guerra política. Turcos otomanos e católicos franceses lutaram no lado "protestante" contra os Habsburgos. A Paz de Westfália de 1648 pôs fim às guerras religiosas europeias e permitiu que os governantes protestantes continuassem a ser protestantes. Teologicamente, a seguinte controvérsia sincrética estimulou os protestantes a compreender e apreciar mais o lado católico romano.
Restrições a grupos protestantes menores que discordavam das igrejas nacionais nesses países levaram grupos como os Peregrinos a buscar a liberdade na América do Norte, embora quando se tornassem a maioria, às vezes procurassem negar essa liberdade aos judeus e católicos romanos.

### Período Iluminista
Na segunda metade do século XVII, parcialmente por estarem cansados das guerras religiosas, parcialmente influenciados pelo primeiro Iluminismo, vários países adotaram algum tipo de tolerância para outras denominações, por exemplo, a Paz de Westfália de 1653 ou o Édito de Tolerância na Inglaterra em 1689.
Filósofos protestantes e livres-pensadores como John Locke e Thomas Paine, que defendiam a tolerância e moderação na religião, foram fortemente influentes nos Pais Fundadores e a liberdade religiosa moderna e a igualdade subjacentes ao pluralismo religioso nos Estados Unidos são garantidas pela Primeira Emenda dos Estados Unidos, Constituição dos Estados, que afirma:
"O Congresso não fará nenhuma lei que respeite o estabelecimento de uma religião ou proíba o seu livre exercício. . . "
Nos Estados Unidos, pode-se dizer que o pluralismo religioso é supervisionado pelo estado secular, que garante a igualdade perante a lei entre as diferentes religiões, independentemente de essas religiões terem um punhado de adeptos ou muitos milhões. O estado também garante a liberdade de quem opta por não pertencer a nenhuma religião.
Enquanto os Estados Unidos tiveram que começar sem nenhuma religião ou denominação dominante, isso era muito diferente nos países europeus que têm, com exceção de alguns estados dos Bálcãs, uma história com uma denominação cristã dominante cuja influência em sua cultura é sentida até os tempos atuais. O Iluminismo na Europa não promoveu tanto os direitos das religiões minoritárias, mas os direitos dos indivíduos de expressar crenças divergentes da religião dominante do país, enquanto pertencessem a essa religião ou estivessem fora dela. Embora os países europeus em geral tenham seguido o caminho de aumentar gradualmente os direitos das denominações e religiões minoritárias, até hoje a ênfase tem sido mais na liberdade de crença do indivíduo, ao passo que os direitos das organizações religiosas são frequentemente limitados pelo Estado para evitá-los intrometer-se na liberdade religiosa individual.